# Janet Moreau
Janet Teresa Moreau (Pawtucket, Rhode Island, 26 de outubro de 1927 - Barrington, Rhode Island, 30 de junho de 2021) foi uma atleta e velocista norte-americana, campeã olímpica em Helsinque 1952.
Nos Jogos Olímpicos de Helsinque, conquistou  a medalha de ouro no revezamento 4x100 m, ao lado de Mae Faggs, Catherine Hardy e Barbara Jones, que quebrou o recorde mundial da prova em 45s9. Era a única corredora branca do revezamento e a mais velha das quatro, aos 24 anos.
Também foi medalha de ouro no 4x100 m dos Jogos Pan-americanos de 1951 em Buenos Aires, Argentina.
Janet Moreau morreu em Barrington em 30 de junho de 2021, aos 93 anos.